# Combas
Combas é uma comuna francesa na região administrativa de Occitânia, no departamento de Gard. Estende-se por uma área de 16,04 km². Em 2010 a comuna tinha 646 habitantes (densidade: 40,3 hab./km²).